# Johannes Ringk
Johannes Ringk (auch Ringck; * 25. Juni 1717 in Frankenhain; † 24. August 1778 in Berlin) war ein deutscher Komponist und Organist.

## Leben
Ringk war um 1729/30 Orgelschüler von Johann Peter Kellner in Gräfenroda und nahm später Kompositionsunterricht bei Gottfried Heinrich Stölzel in Gotha. Ab 1740 wirkte er als Musiklehrer und Opernkomponist in Berlin und war ab dem 13. Januar 1755 Organist der Marienkirche (St. Marien), eine Stelle, um die sich nach seinem Tod u. a. Wilhelm Friedemann Bach erfolglos als Nachfolger bewarb. Zeitgenossen äußern sich anerkennend über sein ausgezeichnetes Orgelspiel und sein freies Fugenspiel.
Aus seiner Feder stammen – neben eigenen Orgelwerken – zahlreiche Kopien anderer Meister (darunter auch Georg Philipp Telemann, 37 insgesamt, 19 Werke aus dem BWV). Diese stehen uns heute vielfach als einzige Quelle zur Verfügung. Hierzu gehören Johann Sebastian Bachs Kantate BWV 202 und die älteste Kopie der berühmten Toccata und Fuge d-Moll BWV 565. Möglicherweise sind es Abschriften aus Kellners Sammlung (um 1725 entstanden). Sie gelten heute als eine der wichtigsten Quellen der Bachschen Werke.

## Handschriften
Johann Sebastian Bach:

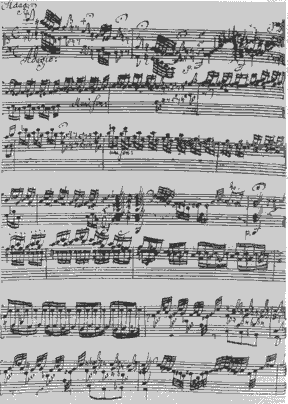
Beginn der Toccata und Fuge d-Moll in der Abschrift von Johannes Ringk (nach 1750)

- Kantate „Weichet nur, betrübte Schatten“ BWV 202
- Präludium und Fuge C-Dur BWV 531[7][8]
- Präludium und Fuge D-Dur BWV 532/2 (nur Fuge)
- Präludium und Fuge e-Moll (kl.) BWV 533
- Präludium und Fuge G-Dur (gr.) BWV 541 (Präludium und Fuge zu verschiedenen Zeiten geschrieben)
- Präludium und Fuge a-Moll (kl.) BWV 551
- Toccata und Fuge d-Moll BWV 565
- Das Wohltemperierte Klavier, Teil 1 BWV 846–869 (BWV 847, 848, 850, 851, 864, 865, 867, 869)
- Fugen BWV 944-962 (BWV 950, 955)
- Concerto für Clavier Nr. 13 (nach Herzog Johann Ernst) BWV 984
- Capriccio B-Dur „sopra la lontananza de il fratro dilettissimo“ BWV 992/6